# Differten
Differten est un ortsteil de la commune allemande de Wadgassen en Sarre, dans l'arrondissement de Sarrelouis.

## Lieux et monuments

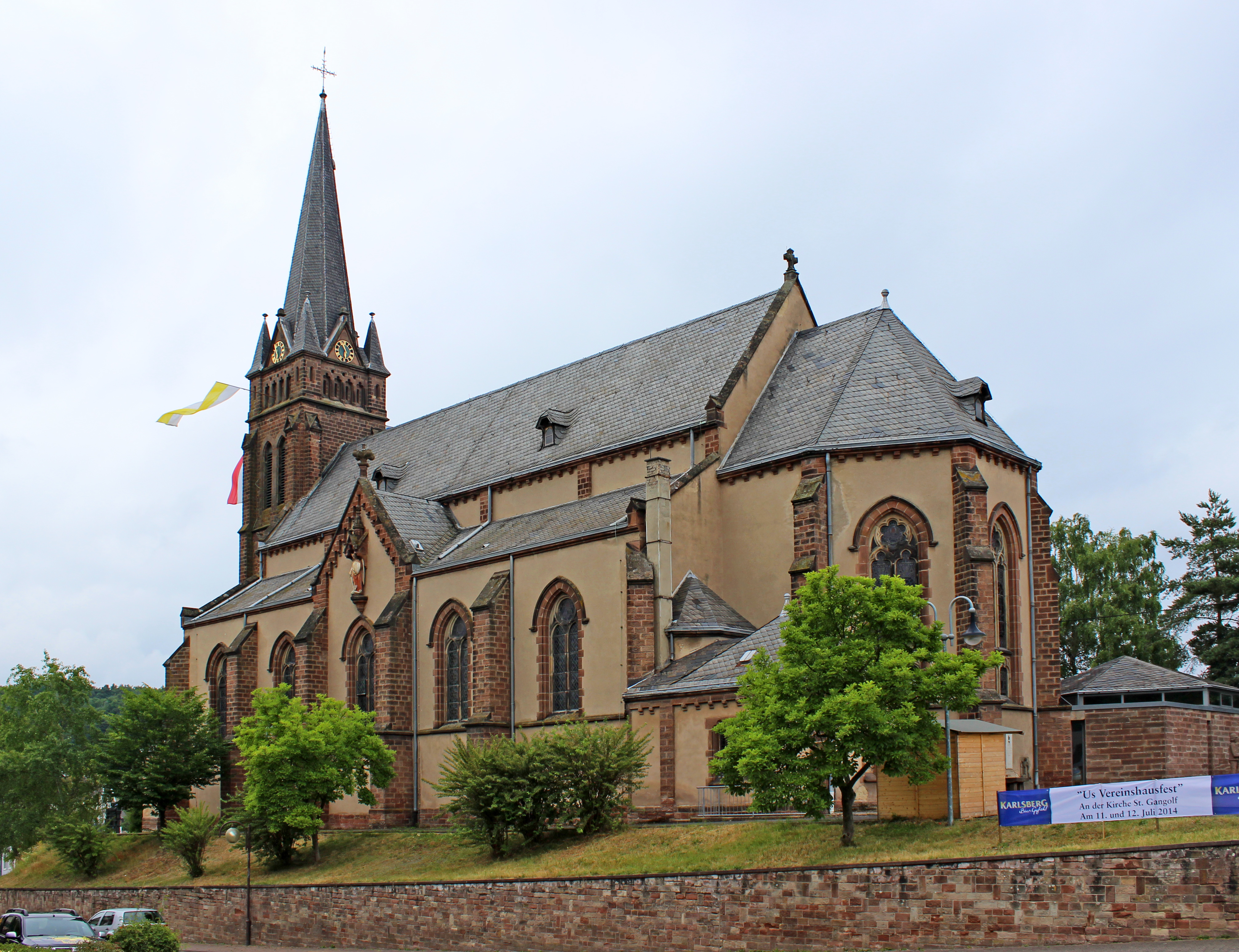
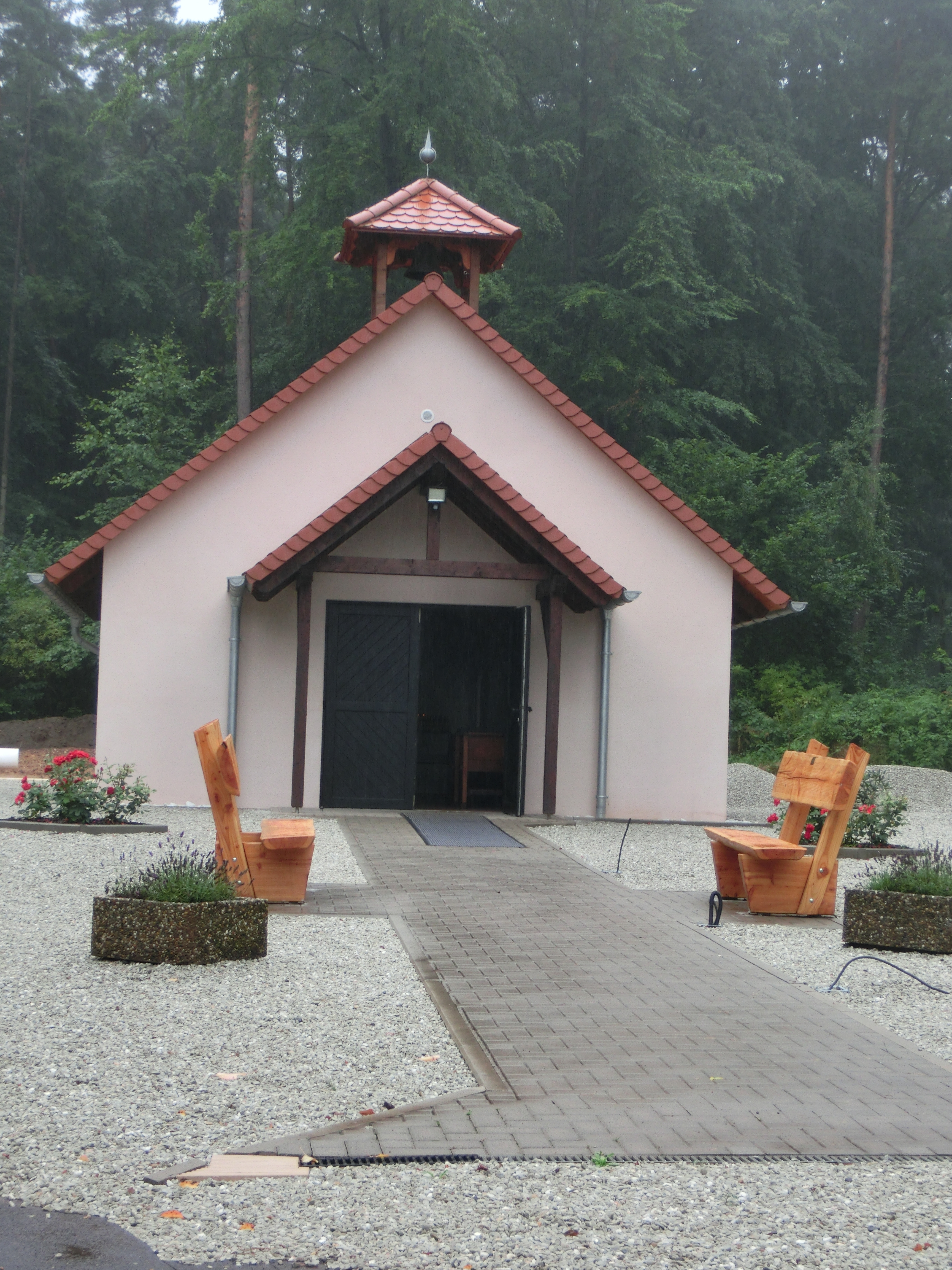
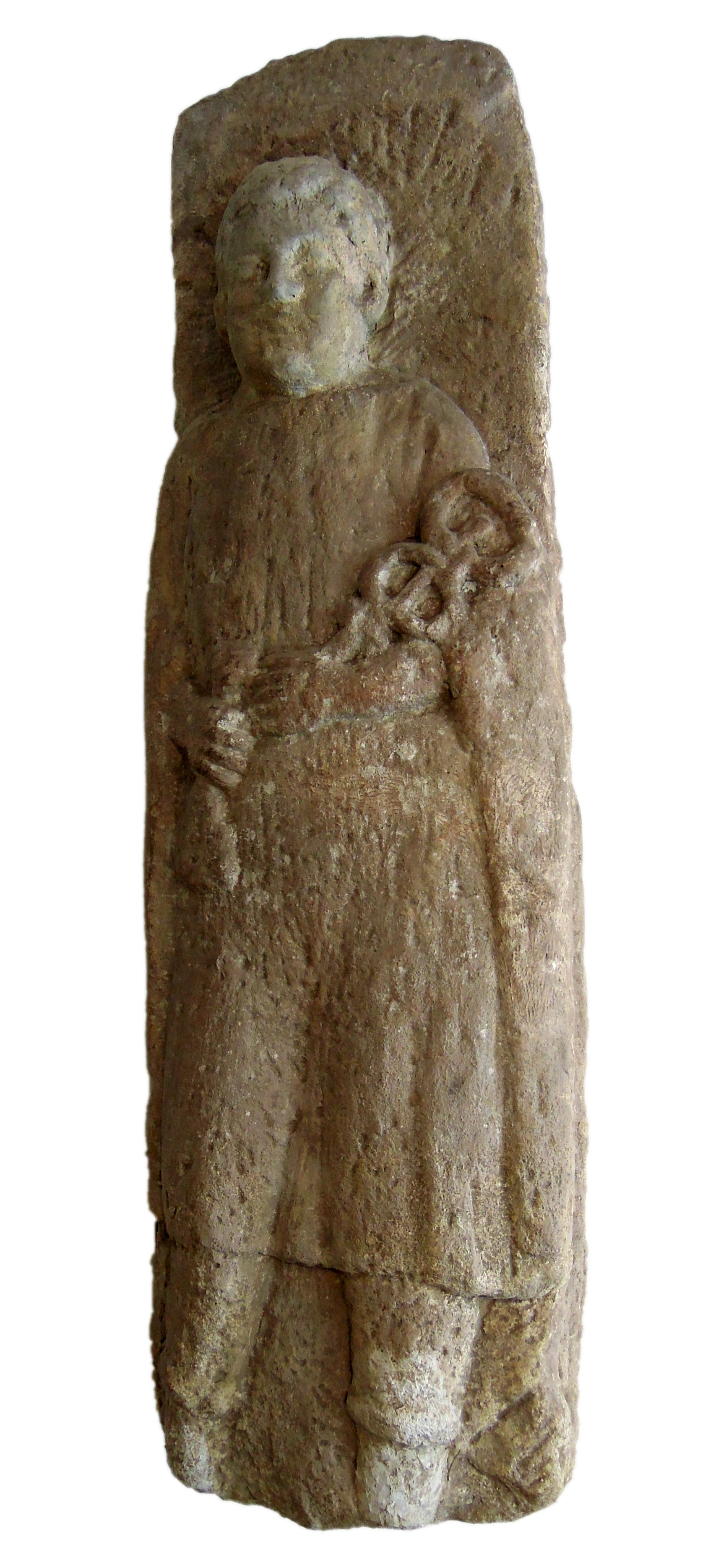